# Jacques von Polier
Jacques von Polier (en russe : Жак фон Полье) (né le 5 septembre 1974) est un designer français basé en Russie,,,.
Jacques von Polier s'installe à Moscou à la fin des années 1990. Il dirige désormais le département design et création de l'Usine de montres de Petrodvorets (Raketa).

## Biographie
En 1999 Jacques von Polier est nommé Ambassadeur de bonne volonté de l'UNESCO par Doudou Diène à l'occasion de son expédition  avec Julien Delpech sur les routes d'Asie Centrale pendant un an.
En 2000, il fait sa première exposition photo à l'UNESCO à Paris.
En 2009 avec son partenaire, l'homme d'affaires néo-zélandais David Henderson-Stewart, ils se présentent comme la pierre d'angle de la restructuration et du rebranding de la marque historique des montres russes, « Raketa ».
En 2010 Polier fait une exposition de design sous le patronat de l'homme d'affaires Gideon Weinbaum à Moscou:
Polier est aussi le coauteur (avec Julien Delpech) de Davaï ! sur les chemins de l'Eurasie publié par Robert Laffont en 2002. Ce livre fut récompensé par le "Prix du livre d'Aventure" des Angles,.
En 2011, il a gagné le prix pour la mode du « top 50 des personnes les plus connues de Saint-Pétersbourg » organisé par la presse russe,,.
En 2012, Jacques von Polier a eu le rôle principal dans une série de télévision ukrainienne Princes Undercover (en ukrainien : Принц бажає познайомитись) sur la chaîne ukrainienne 1+1.
En 2014 il dessine le plus grand mécanisme horloger au monde Raketa Monumental installé au centre de Moscou sur la place Loubianka. Jacques Polier et l'Usine de montre Raketa font appel à l’Ingénieur Mécanicien Florian Schlumpf pour la supervision technique,,.